# 方若
方 若（ほう じゃく、1869年 – 1954年）は中華民国の実業家・蒐集家・ジャーナリスト・政治家。旧名は城。字は薬雨、楚卿。本貫は浙江省鎮海県。清末から中華民国にかけて日本とのコネクションを築き、天津経済界の顔役的存在となった。しかし親日政権においては、天津の政治・行政に混乱をもたらした人物でもある。

## 事績

### 清末・民初の活動
医師の家に生まれ、私塾で旧学を学び、19歳で秀才となった。
1893年（光緖19年）、天津へ移り、北洋大学堂で文案兼教習となる。1900年ごろ、変法派の沈藎と組んで新聞『国聞報』を創刊し、方若は編輯となった。1903年（光緖29年）、中露密約をスクープしたために『国聞報』は弾圧され、沈は迫害死した。方は天津の日本領事館で庇護され、以降、日本との関係を構築することになる。日本側は資金を供出して日本租界で『天津日日新聞』を創刊し、方が同紙社長に就任した。
また、方若は天津の総合商社に類する利津公司を創設し、その経理となる。利津公司は日本敗戦後に国民政府に接収されたが、それまで方は株主として巨利を獲得した。1916年（民国5年）ごろ、日本租界紳商聯合会から推薦され、華人紳商会会長となっている。北京政府の多くの要人と関係を構築したが、中でも姻戚関係を築いた張弧、王揖唐、曹汝霖とは強い繋がりがあったとされる。しかし、方が北京政府で官職に就くことは無かった。また、慈善団体の天津広仁堂でも董事長をつとめた。

### 親日政権での活動
盧溝橋事件勃発後の1937年（民国26年）8月1日、方若は天津治安維持会（会長：高凌霨）で委員となる。9月3日、司法官や弁護士の経歴が無いにもかかわらず、何故か方は天津高等法院長兼天津地方法院長に任命された。治安維持会が中華民国臨時政府に吸収された後の1938年（民国27年）1月15日、方は天津特別市公署首席参事に任命された。
1940年（民国29年）3月30日、南京国民政府（汪兆銘政権）に臨時政府が合流し、華北政務委員会に改組されても、方若は天津市首席参事に重任したと見られる。ところがこの頃から、方は天津市長の地位に野心を示すようになり、現職市長・温世珍との諍いが新聞紙上でも取り沙汰されるほどだったとされる。なお、方と温を比較すると、清末以来の日本側との強力なコネクションもあり、対日面での地位は圧倒的に方が優位だったという。一方で温は英語能力に優れ、天津租界行政へのアクセスでは一日の長があった。
方若と温世珍の権力闘争が激化した結果、1940年10月19日、温は日本へ視察に向かい、方若がその間の市長代行となった。方は新聞『庸報』に施政方針を公表するなど意気盛んであったが、結局のところ、その天津行政は各方面からの承認や評価を得られなかった。そのため、僅か3か月で温が復帰し、方の代行も終了となる。方はその後も奪権を諦めなかったようで、翌1941年（民国31年）12月、日本がイギリス租界を接収して極管区行政公署を設立すると、この公署で方が署長となっている。しかし1942年（民国31年）7月10日、方は天津市首席参事を辞職し、翌11日に華北政務委員会委員へ特派された。こうして両者の権力闘争は、温の勝利で終わったのである。
日本敗戦後、方若は蔣介石国民政府に漢奸として逮捕・訴追された。その後の審理状況は不明だが、中国人民解放軍による天津攻略が迫った1948年末にいったん釈放されている。方が個人的に蒐集していた古物・骨董は、国民政府や中国共産党に大部分を接収・没収されてしまう。しかし、最終的に方は助命された。
1954年、病没。享年86。

## 注
1. 1 2 3 4 5  張(1982)、189頁。
2. 1 2 3 4 5 6 7  徐主編(2007)、217頁。
3. ↑  張(1982)、189-190頁。
4. 1 2  王(2004)。
5. ↑  張(1982)、191-192頁。
6. ↑  張(1982)、193-194頁。
7. ↑  張(1982)、198頁。
8. ↑  張(1982)、195頁。
9. ↑  『新支那現勢要覧』東亜同文会業務部、昭和13年、400頁。
10. ↑  「天津高等法院長任命」『同盟旬報』1巻8号通号8号、昭和12年9月上旬号、同盟通信社、9頁。
11. ↑  北京政府で国務院法制局長をつとめ、弁護士の経歴を持つ孫潤宇も天津治安維持会委員だったが、法院長には任命されなかった。
12. ↑  臨時政府令、民国27年1月15日（『政府公報』第1号、臨時政府行政委員会公報処、民国27年1月17日、19頁）。
13. ↑  曹汝霖によれば、友人の羅振玉が満洲国監察院長になったことを羨んだのが原因としている。なお、方若は曹に王揖唐（1940年6月から華北政務委員会委員長）への斡旋を依頼したが、曹は謝絶している。曹著、曹汝霖回想録刊行会編訳(1967)、284-285頁。また、羅が満洲国監察院長に就任したのは1932年11月であり、監察院自体も1937年には廃止されている。
14. 1 2 3  張(1982)、200-201頁。
15. ↑  華北政務委員会令、会字第98号、民国29年10月19日（『華北政務委員会公報』第25-30期合刊、民国29年10月、華北政務委員会政務庁情報局、本会4頁）。
16. ↑  温世珍の正確な復帰日は、『華北政務委員会公報』に記載が無く、不明。
17. ↑  華北政務委員会令、会字第581号、民国31年7月10日（『華北政務委員会公報』第153・154期合刊、民国31年7月29日、華北政務委員会政務庁情報局、本会5頁）。
18. ↑  国民政府令、民国31年7月11日（『華北政務委員会公報』第155・156期合刊、民国31年8月9日、華北政務委員会政務庁情報局、国府1頁）。
19. ↑  1943年11月11日の華北政務委員会組織改革までに、委員を退任している。
20. ↑  表向きは国民政府中央任命の地位ということで栄転の体裁になってはいるが、天津特別市で職務権限を持つ地位を喪失したことになる。
21. ↑  張(1982)、201頁。